# Therapiezentrum Ybbs – Psychiatrisches Krankenhaus

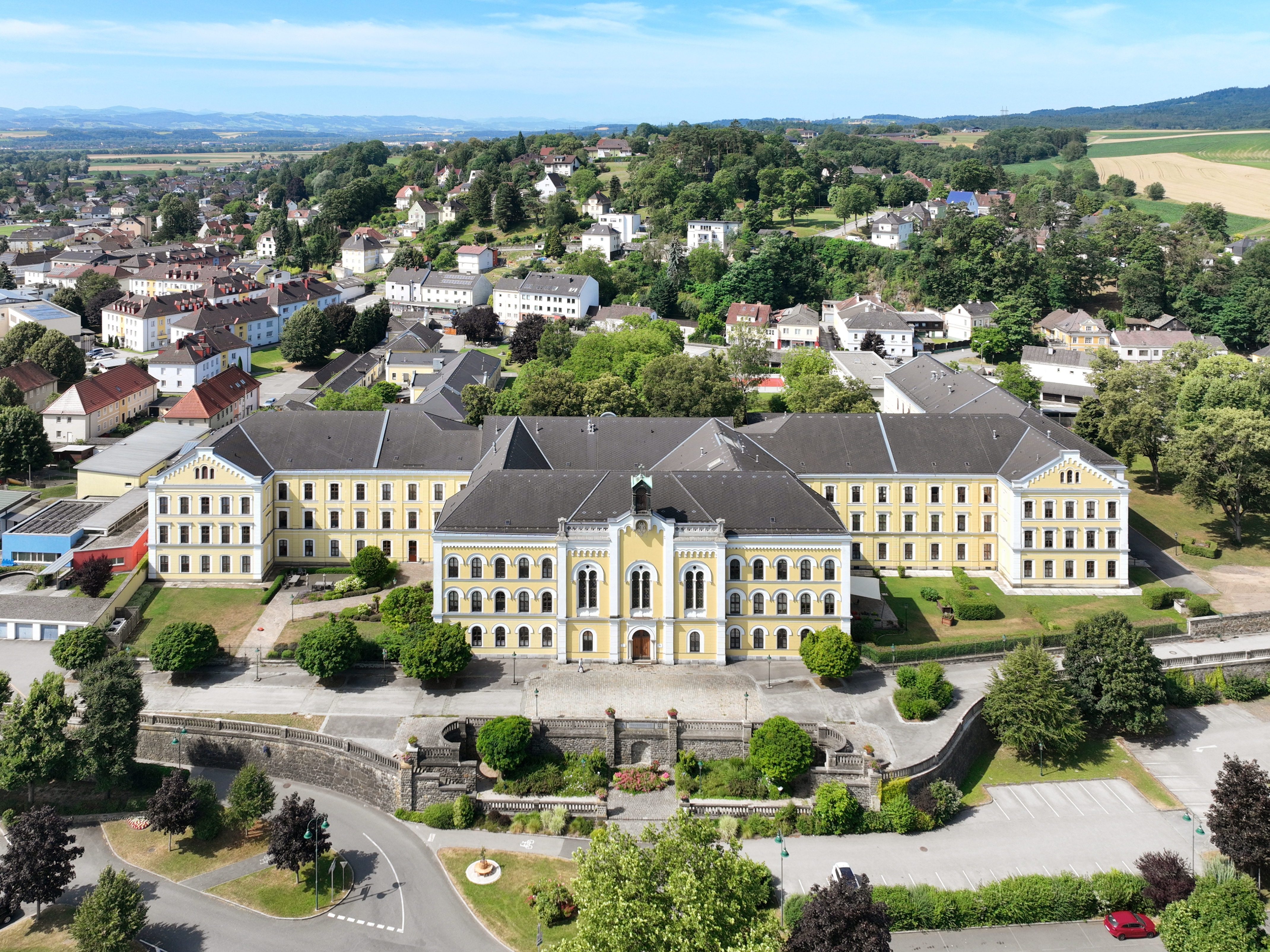
„Haus 2“ des Therapiezentrums Ybbs

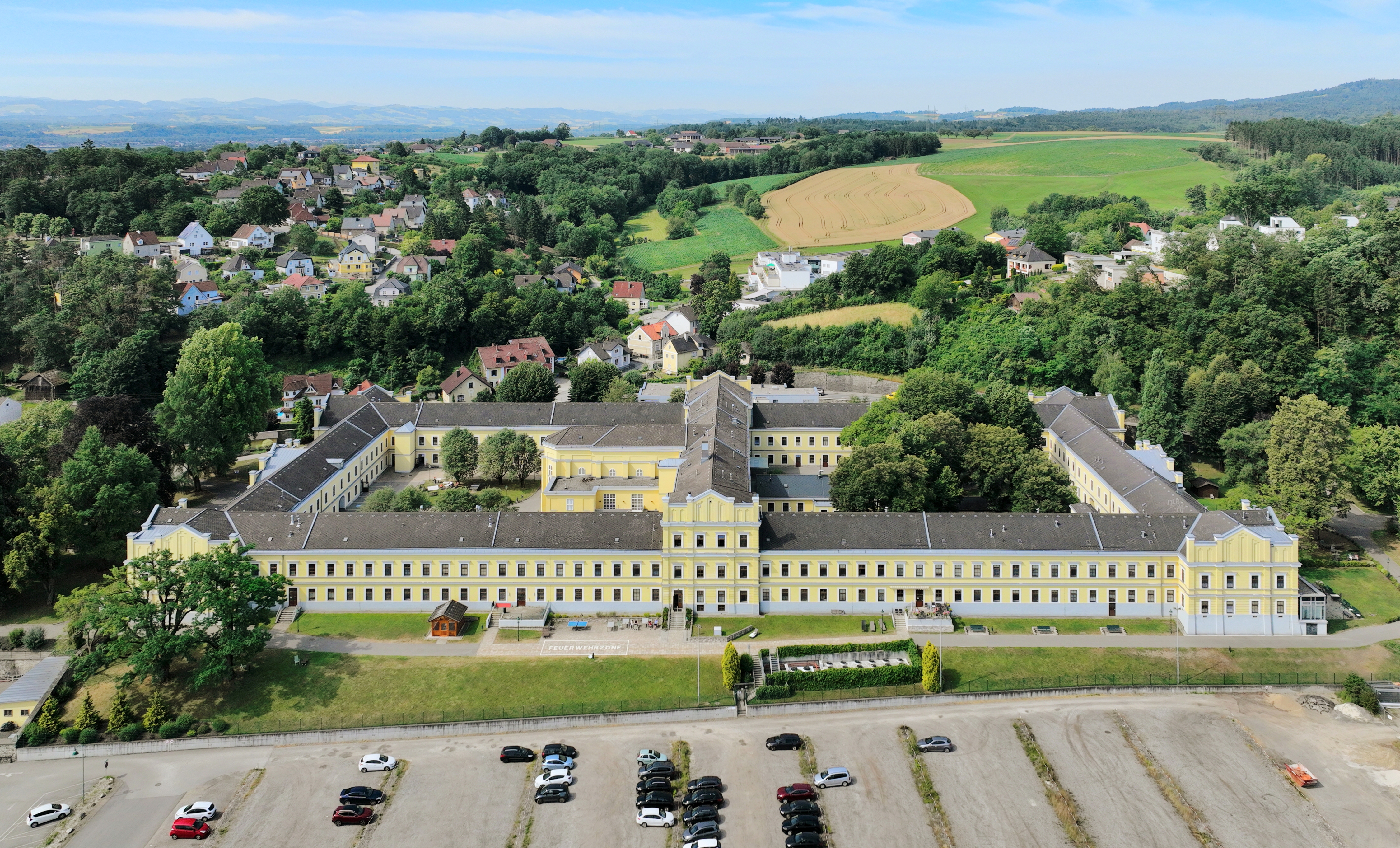
„Haus 1“ des Therapiezentrums Ybbs

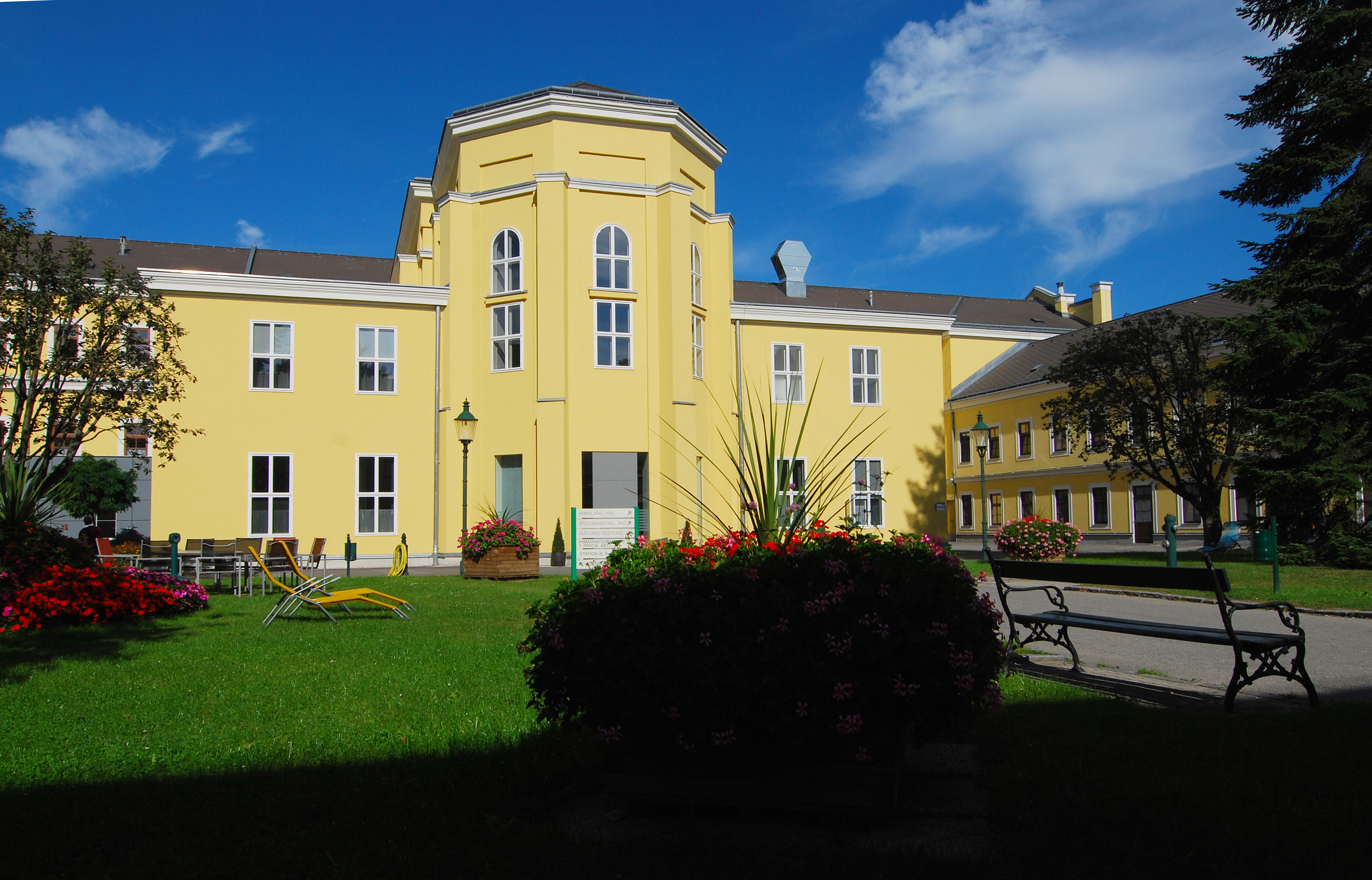
Innenhof des Hauses 1 im Therapiezentrum Ybbs

Das Therapiezentrum Ybbs an der Donau ist ein vom Wiener Gesundheitsverbund geführtes Spital in Ybbs an der Donau (Niederösterreich). Es setzt sich aus einem psychiatrischen Krankenhaus mit 145 Betten und einem sozialtherapeutischen Zentrum mit 205 Betten zusammen.

## Geschichte
Nach der 1921 erfolgten Trennung von Wien und Niederösterreich fiel die Irrenanstalt des Landes Niederösterreich durch das Trennungsgesetz an die Stadt Wien, die beide Häuser, die nur durch eine Straße getrennt sind, zur „Wiener städtischen Heil- und Pflegeanstalt in Ybbs an der Donau“ vereinigte.

### Zeit des Nationalsozialismus
Nach der Unterbringung der Pfleglinge des Versorgungshauses in Wiener Anstalten erfolgte die Nutzung bis 1941 ausschließlich für psychisch Erkrankte. Während der NS-Herrschaft in Österreich wurden im Rahmen der Krankenmorde im Nationalsozialismus aus Ybbs 2282 Personen in die NS-Tötungsanstalt Hartheim gebracht und dort getötet.
Zwischen Februar 1942 und Oktober 1944 war hier ein Reserve- und später bis zum Kriegsende ein Kriegslazarett untergebracht. Der Bettenstand im Reservelazarett
stieg von Anfang Februar 1942 mit rund 300 Betten bis Ende Juni 1942 auf 1400 Betten für Wehrmachtssoldaten, die an der Ostfront verwundet wurden. 
Bis zum 13. April 1945 Kriegslazarett dienend, wurde ein Teil der Anstalt vom 11. bis zum 16. April 1945 zum Feldlazarett der SS-Totenkopfdivision und vorübergehend waren auch noch zwei Pionierkompanien, eine Funkabteilung der Südost-Armee, die Zentralstelle der Kraftstoffversorgung sowie eine Einheit des OT-Regimes 64 untergebracht. Am 6. Mai
1945 zogen alle Wehrmachtseinheiten aus.

### Nachkriegszeit
Zwischen Mai 1945 und März 1947 wurden die Gebäude von der Roten Armee als Quartiere benutzt. Nach einer Renovierung konnte ab 1948 die Anstalt wieder zivil genutzt werden. Die Umbenennung auf den Namen Therapiezentrum Ybbs an der Donau – Psychiatrisches Krankenhaus erfolgte im Jahr 1996.

## Gebäude
Die Fachabteilungen verteilen sich folgendermaßen:
- Haus 1 (Westlicher Gebäudeteil): Psychiatrisches Krankenhaus und Sozialtherapeutisches Zentrum (Persenbeugerstraße 1–3)
- Haus 2 (Östlicher Gebäudeteil): Sozialtherapeutisches Zentrum (Persenbeugerstraße 1–3)
- in der Stadt Ybbs sind noch 2 Wohngruppen in eigenen Gebäuden situiert

### Haus 1 (Sozialtherapeutisches Zentrum und Psychiatrisches Krankenhaus)
Das Haus 1 wurde zwischen 1720 und 1723 als Kavalleriekaserne errichtet und ab 1780 als staatliches Versorgungshaus (Armenhaus) verwendet. Ab 1817 wurde hier eine steigende Zahl psychisch kranker Menschen untergebracht. Ab 1859 wurde die Anstalt vom staatlichen Irrenfonds und ab 1865 vom Niederösterreichischen Irrenfonds verwaltet.

### Haus 2 (Sozialtherapeutisches Zentrum)
Das heute als Haus 2 bezeichnete Gebäude wurde im 13. Jahrhundert als Zisterzienserinnenkloster errichtet. Zwischen 1631 und 1783 stand das Kloster im Besitz der Franziskanerinnen, die das alte Kloster abtragen und durch einen Neubau ersetzen ließen. Wolfgang Amadeus Mozart spielte 1762 auf der Orgel der Klosterkirche.
Die Gemeinde Wien kaufte 1859 das Grundstück und ließ nach dem Abbruch der alten Gebäude hier zwischen 1859 und 1864 nach Plänen von Theophil von Hansen und Ludwig Förster eine Versorgungsanstalt errichten, die bis 1922 bestand.

### Schule für psychiatrische Gesundheits- und Krankenpflege
Die 1963 gegründete Schule für psychiatrische Gesundheits- und Krankenpflege befand sich seit 1995 in der Landesfürstlichen Burg von Ybbs an der Donau. Diese wurde um 35 Millionen Schilling von der Stadt Ybbs renoviert. Die Stadt Wien mietete das unter Denkmalschutz stehende Gebäude und kam für die Kosten der Einrichtung in Höhe von rund 2,5 Millionen Schilling auf. Seit 2019 gibt es kein Ausbildungsangebot mehr am Standort Therapiezentrum Ybbs.

## Angebote des Therapiezentrums Ybbs

### Psychiatrisches Krankenhaus
Das Psychiatrische Krankenhaus besteht aus einer Abteilung mit sechs Stationen und gliedert sich in zwei Bereiche.
Im Therapiebereich für psychogene Störbilder und Psychotraumatologie erfolgt neben allgemeiner stationärer Psychotherapie die Behandlung von Persönlichkeitsstörungen und Psychotraumata.
Im Therapiebereich für Abhängigkeitserkrankungen erfolgt die Behandlung von (je nach Station) stoffgebundenen und/oder nicht stoffgebundenen Süchten, sowie Entzüge und Entwöhnungsbehandlungen.

### Sozialtherapeutisches Zentrum
Zur Betreuung von erwachsenen Menschen mit geistiger und mehrfacher Behinderung stehen Wohngruppen am Gelände, in der Stadt und der klassische Stationsbetrieb zur Verfügung. Unter anderem wird hier in Kleinstgruppen das Erlernen und Erhalten praktischer Fähigkeiten (Grob- und Feinmotorik, Konzentration, Gedächtnis, Ausdauer) geschult. Ebenso werden verschiedene Programme der Soziotherapie angeboten.
Bis 2016 gab es noch ein eigenes Geriatriezentrum, das jedoch sukzessive aufgelassen wurde und Teil des Sozialtherapeutischen Zentrums wurde.